# Donnybrook (Dakota Północna)
Donnybrook – miasto w Stanach Zjednoczonych, w stanie Dakota Północna, w hrabstwie Ward.